# Gregorio del Pilar

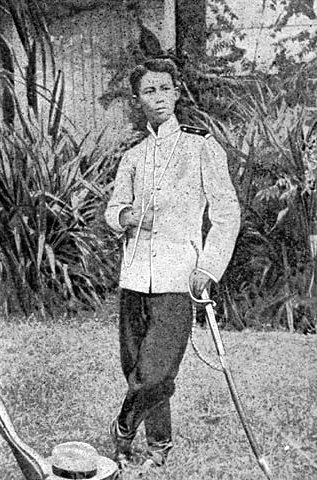
Gregorio del Pilar (1905)

Gregorio del Pilar (* 14. November 1875; † 2. Dezember 1899) war der jüngste und ein oftmals bildhaft umschriebener General der Philippinischen Revolution und des Philippinisch-Amerikanischen Krieges. Er wurde aufgrund seiner Jugend als „boy general“ (Knabengeneral) bezeichnet und gilt als einer der Nationalhelden der Philippinen.
Del Pila, mit 24 Jahren der jüngste General der Revolutionsarmee, kämpfte während des Philippinisch-Amerikanischen Krieges tapfer gegen die amerikanischen Truppen. Am 2. Dezember 1899 wurde er als Kommandierender von Emilio Aguinaldos Nachhut am Tirad Pass getötet.
Im Gedächtnis der Menschen ist er deshalb als der Held des Tirad Passes geblieben und verdiente sich auch bei den gegnerischen Amerikaner den Respekt eines Offiziers und Gentlemans.

## Biographie
Gregorio del Pilar wurde am 14. November 1875 als Sohn von Fernando H. del Pilar und Felipa Sempio aus San Jose del Monte in der Bulacan geboren. Er war ein Neffe der Propagandisten Marcelo H. del Pilar und Toribio del Pilar, die aufgrund ihrer Beteiligung an einer Meuterei in Cavite im Jahre 1872 nach Guam ins Exil gesandt wurden.
„Goyong“, wie er landläufig genannt wurde, schrieb sich als junger Mann in die Ateneo Municipal de Manila, der Universität von Manila ein und schloss sein Studium im Jahre 1896, im Alter von 20 Jahren, mit dem Grad eines Bachelors ab. Als die Philippinische Revolution gegen die spanische Herrschaft im August dieses Jahres unter der Führung von Andrés Bonifacio ausbrach, entschied del Pilar schnell, sich dieser Bewegung anzuschließen. Er zeichnete sich im Feld bald als Kommandant im Kampf gegen die spanische Garnison in Bulacan aus.
Er war ein Weggefährte von General Emilio Aguinaldo, der alsbald die Kontrolle über die Bewegung gewann und schließlich nach der zugestandenen Waffenruhe von Biak-na-Bato nach Hongkong ins Exil abwanderte. Dort wurde er Mitglied des Hongkong-Komitees. Nach der Wiederaufnahme der Kontrolle über die philippinische Revolution wurde Del Pilar von General Aguinaldo angewiesen, die Revolutionstruppen in den Gebieten Bulacan und Nueva Ecija unter seine Führung zu nehmen.
Am 1. Juni landete Del Pilar, ausgestattet mit Waffen aus Hongkong, in Bulacan und schaffte es, die spanischen Truppen in dieser Provinz zu belagern. Nachdem sich die Spanier Del Pilar ergaben, brachte er seine Truppen umgehend nach Caloocan und Manila, um die dortigen Revolutionsverbände bei ihrem Kampf zu unterstützen.
Als der Philippinisch-Amerikanische Krieg im Februar 1899 ausbrach, führte er seine Männer zu einem kleinen Sieg über Major Franklin Bell in der Schlacht von Quingua am 23. April 1899, bei dem seine Streitkräfte einen Kavallerieangriff erfolgreich abwehren konnten, wobei der hoch dekorierte Colonel John M. Stotsenburg getötet wurde.
(Die Clark Air Base trug zuvor den Namen Fort Stotsenburg).
Als 24 Jahre alter Knabengeneral führte er eine 60 Mann starke philippinische Nachhut in die Schlacht am Tirad Pass gegen das Texas Regiment, das 33. Infanterie-Regiment der Freiwilligenarmee der Vereinigten Staaten. Der Kampf hatte den Zweck, General Aguinaldos Rückzug zu sichern und das Aufrücken der amerikanischen Verbände zu verzögern. Die Auseinandersetzung endete nach über fünfstündigem Kampf mit dem Tod fast aller beteiligten Filipinos, einschließlich del Pilars, der durch einen Schuss in den Nacken starb. (Ob er während des Höhepunktes oder gegen Ende der Kämpfe getötet wurde, ist durch Augenzeugen nicht eindeutig zu belegen.)
Del Pilars Körper wurde erst zwei Tage nach dem Kampf beerdigt. Auf dem Rückweg seiner Truppen ließ der amerikanische Offizier Lt. Dennis P. Quinlan die Leiche von del Pilar bergen und gestattete ihm ein Begräbnis in der Tradition der US-Militärs. Auf dem Grabstein ließ er die Worte eingravieren: Ein Offizier und Gentleman.
Vor seinem Tod schrieb Del Pilar in sein Tagebuch folgende Sätze:
„Der General (Aguinaldo) stellte mir die besten Männer zur Verfügung, die er entbehren konnte und beauftragte mich, den Pass zu verteidigen. Ich realisiere, welche unglaublich schwierige Aufgabe mir auferlegt wurde. Und nun fühle ich, dass dies der ruhmreichste Moment in meinem Leben ist. Was ich tue, wird für mein geliebtes Land getan. Kein Opfer kann zu groß sein.“ 

## Weitere Informationen
- Das Fort Del Pilar, Heimat der Philippinischen Militärakademie in Baguio City ist nach ihm benannt.

- Im Jahre 1930 wurde sein Leichnam exhumiert und anhand seiner Goldzähne sowie seiner Spange, die ihm in Hongkong während seines Exils angefertigt wurden, identifiziert.

- 1955 erhielt die eigenständig verwaltete Gemeinde Concepcion in der Provinz Ilocos Sur zu Ehren von Gregorio del Pilar seinen Namen.

- Am Tirad Pass wurde zu seinen Ehren ein Nationaldenkmal errichtet.

- Die Marine der Philippinen betreibt ein Kriegsschiff unter dem Namen „Gregorio del Pilar“. Es gilt als das größte Schiff der philippinischen Marine.

## Referenzen
- Zaide, Gregorio F.: Philippine History and Government. National Bookstore Printing Press, 1984.
- History of the Filipino People. Teodoro A. Agoncillo